# Metateze acyklických dienů
Metateze acyklických dienů je druh metateze alkenů používaný na polymerizace koncových dienů na polyeny:
Nově vytvořené dvojné vazby mohou mít konfigurace cis i trans; jejich poměr závisí na použitém monomeru a katalyzátoru.
Metateze acyklických dienů patří mezi postupné a kondenzační polymerizace. Liší se od polymerizace metatezí s otevíráním kruhu , která je řetězcová a adiční. Metateze acyklických dienů jsou řízeny uvolňováním plynného ethenu, zatímco polymerizace metatezí s otevíráním kruhu snížením kruhového napětí.
I když byly tyto reakce v odborném tisku teoreticky popisovány jíž v 70. letech 20. století, tak první úspěšné provedení následovalo až v roce 1991, kdy byl polymerizován hexa-1,5-dien za vzniku polybutadienu a deka-1,9-dien na polyoktenylen. Polybutadien měl hmotnostní střední molární hmotnost (Mw) 28 000 g/mol a dvojné vazby byly ze 70 % typu trans. U polyoktenylenu byla Mw 108 000 g/mol a trans konfiguraci mělo 90 % dvojných vazeb.
Metateze acyklických dienů se vyznačují snazším řízením než běžné radickálové polymerizace, a lze je tak použít na tvorbu polymerů, jež by se jinými postupy daly získat jen obtížně, jako jsou čistě lineární polyethylen, střídavé a blokové kopolymery ethenu s jinými vinylovými monomery, chirální polymery a polymery obsahující aminokyseliny.
Polymerizace tohoto druhu, katalyzované rutheniem, byly použity na přípravu několika supramolekulárních struktur.